# 파이어니어 금성 궤도선
파이어니어 금성 궤도선(영어: Pioneer Venus Orbiter, 파이어니어 금성 1호나 파이어니어 12호로 알려져 있기도 한다)은 파이어니어 계획의 일부로, 금성으로 간 우주 탐사선이다. 1978년 5월 아틀라스 센타우르 로켓으로 발사되었고, 1978년 12월 4일 금성 주변을 도는 타원형 궤도에 진입하였다. 1992년 8월까지 금성 궤도에서 자료를 보내 왔다.

## 발사와 금성 도착

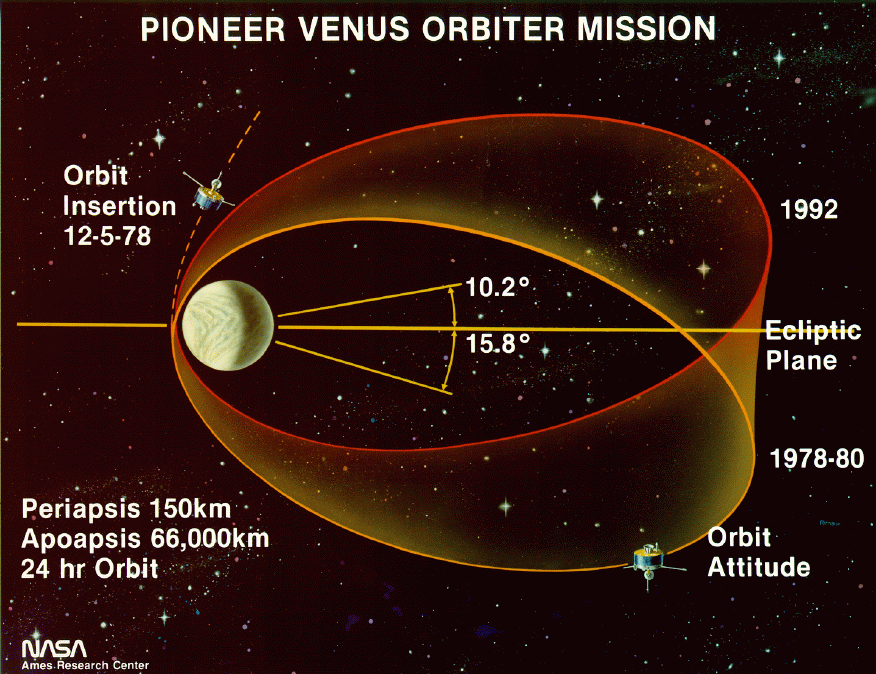
1978~1980년과 1992년 당시 궤도선의 궤도 고도

파이어니어 금성 궤도선은 협정 세계시 1978년 5월 20일 13시 13분에 케이프커내버럴 공군 기지 36A 발사장에서 아틀라스 SLV-3D 센타우르-D1AR 로켓으로 발사되었고, 궤도선을 태양 주회 궤도로 진입시켰다.

## 탐사선

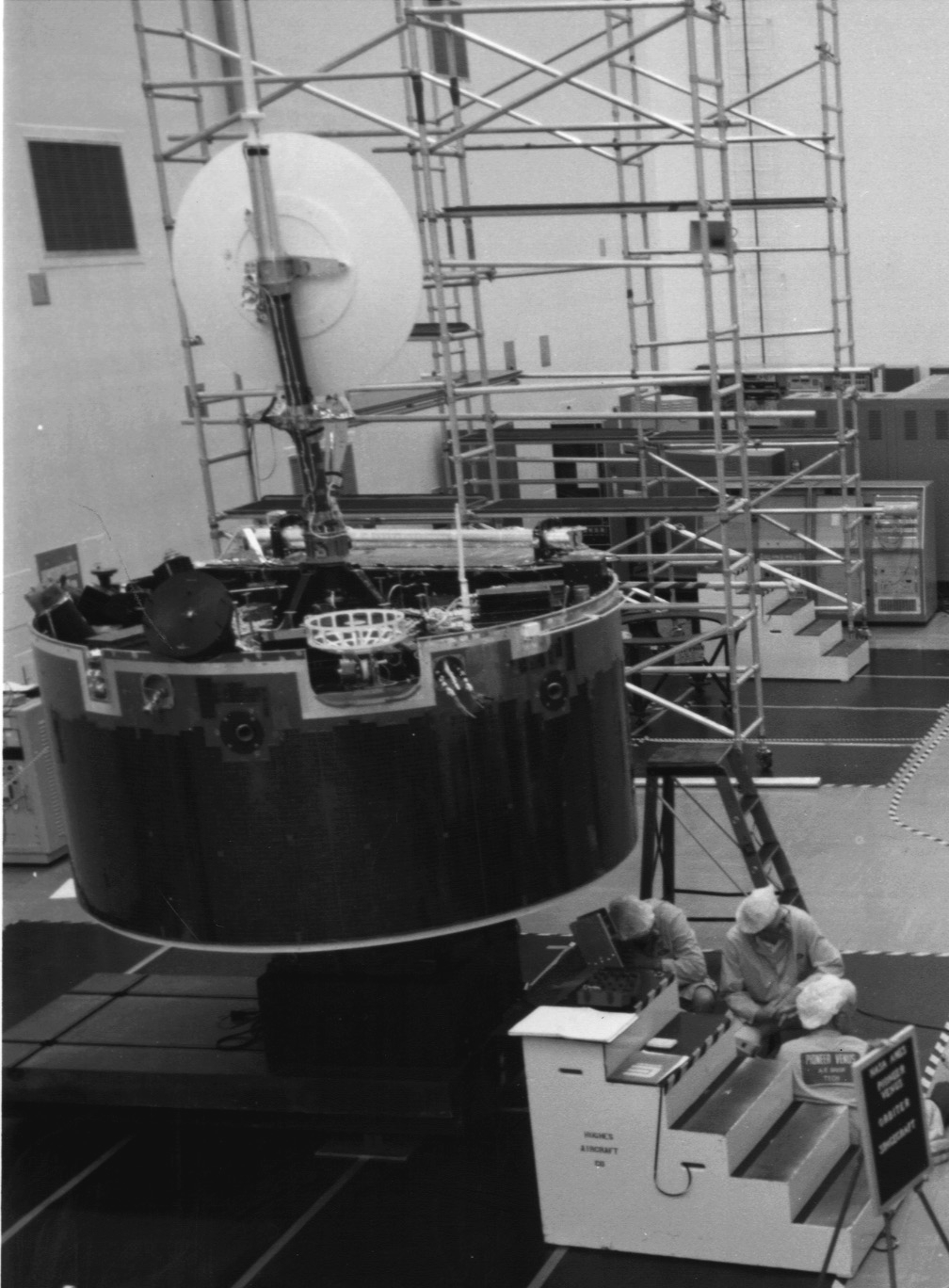
케네디 우주 센터에서의 파이어니어 금성 궤도선

휴즈 항공기업에 의해서 제작된 파이어니어 금성 궤도선은 HS-507 기반으로 만들어진 운반선이었다. 탐사선은 직경 2.5m이고 높이 1.2m인 평평한 원기둥 모양이었다. 모든 장비와 우주선 하위 시스템은 원기둥의 전방 단부에 부착되었다. 단, 자력계는 4.7m 길이의 봉 끝에 장착되었다. 태양 전지판은 원기둥의 둘레에 부착되었다. 1.09m 크기의 디스펀 안테나는 지구와의 통신을 위해 X와 S 대역을 이용했다. 스타-24 고체 로켓은 금성으로 갈 수 있는 추진력을 만들기 위해 탐사선과 결합되었다.
1980년 7월 금성 궤도에 진입할 때, 레이다와 전리층 측정을 용이하게 하기 위해 궤도 근점을 142~253 km (북위 17도)사이로 정했다. 탐사선의 궤도 원점은 66900 km 고도에 있었으며, 궤도를 24시간에 한 번 돌았다. 그 후, 연료를 절약하기 위해 근점을 2290km까지 상승시킨 후 떨어트렸다.
1991년, 레이다 지도 작성기는 금방 도착한 마젤란 우주선과 함께 지금까지 측정할 수 없었던 남쪽 부분을 분석하기 위해 다시 가동되었다. 1992년 5월, 탐사선은 근점을 150~250km로 잡았고, 탐사선의 연료가 없어져 자연스럽게 궤도 붕괴가 일어날 때까지 측정하는 마지막 임무를 시작했다. 1992년 10월 8일까지 자료를 보내왔고, 마지막 신호는 협정 세계시 19시 22분에 수신되었다. 1992년 10월 22일, 파이어니어 금성 궤도선은 금성의 대기에 재진입을 함으로써 파괴되었다.

## 실험

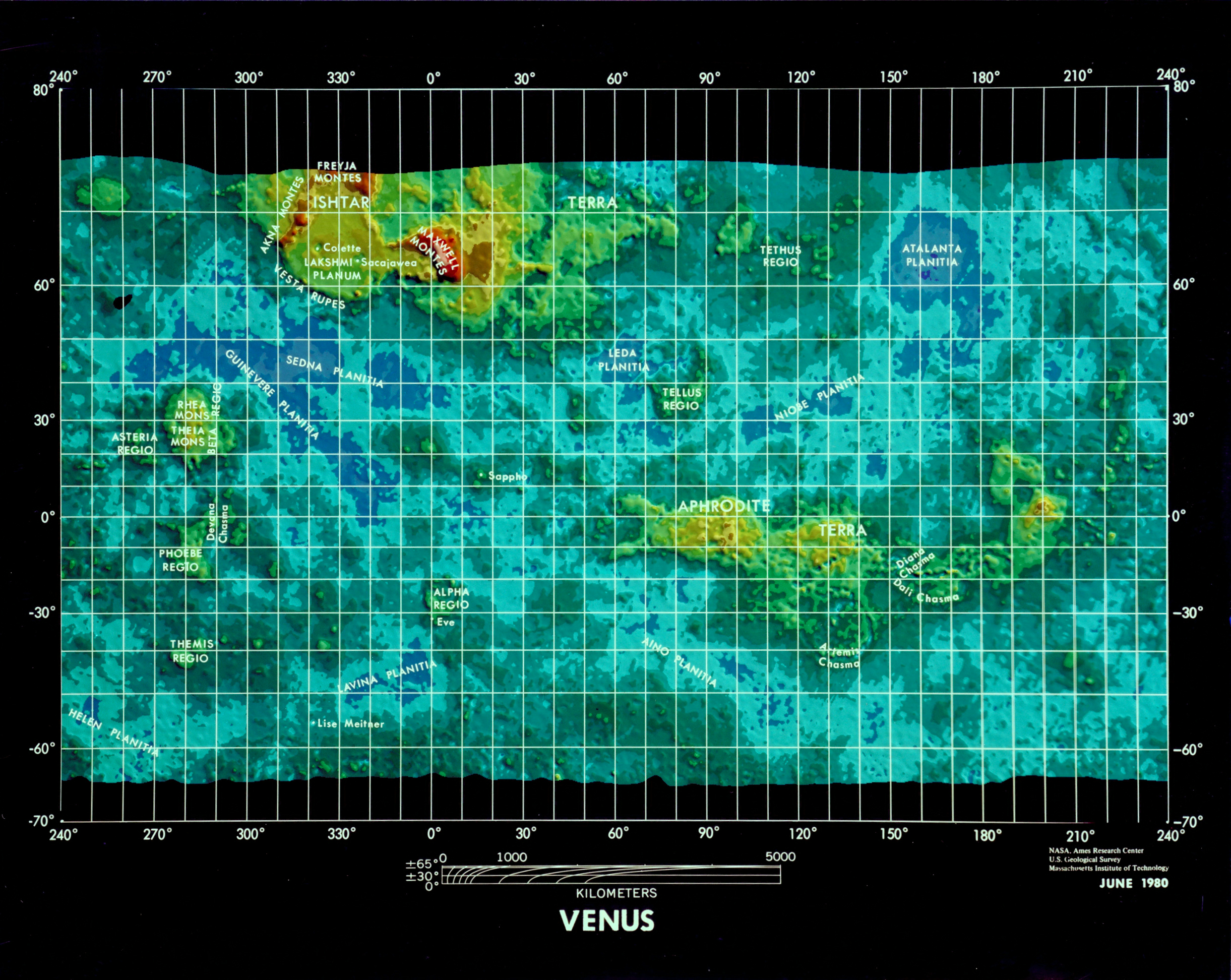
자료를 토대로 만든 금성 지도

파이어니어 금성 궤도선은 17가지의 실험 기구를 가지고 있었다(총 무게는 45kg이었다).

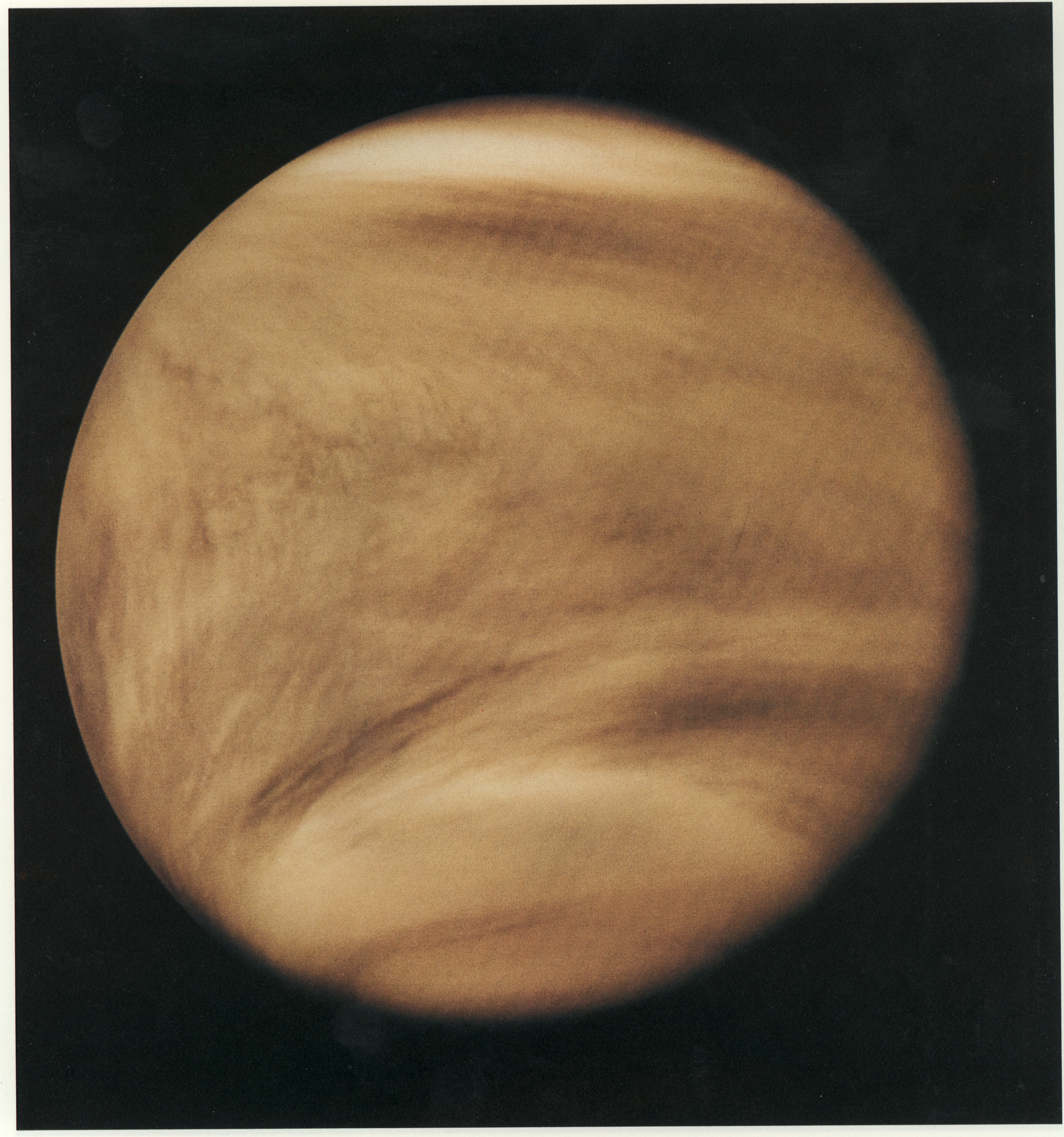
궤도선이 촬영한 자외선 금성 사진

- 구름 사진 편광계(OCPP)는 구름의 수직 방향 분포를 측정하기 위해 실렸고, 파이어니어 10호와 11호의 이미징 사진 편광기(IPP)와 비슷한 종류였다.
- 표면 레이다 지도 작성기(ORAD)는 표면의 특성과 지형의 모양을 정한다. 이 장치는 탐사선이 행성의 표면으로부터 4700 km 이상 떨어져 있을 때만 사용이 가능했다. 20와트의 S 대역 신호(1757 기가헤르츠)를 표면으로 보내, 그 반향을 탐사선이 측정한다. 분해능은 근점에서 23X7 km였다.
- 적외선 방사계(IR)는 금성의 대기권에서 적외선 방출을 측정한다.
- 대기광 자외선 분광계(OVUS)는 자외선의 방출과 분산의 정도를 측정한다.
- 중립성 질량 분석기(ONMS)는 대기권 상부의 구성 성분을 결정한다.
- 태양풍 플라스마 분석기(OPA)는 태양풍의 특성을 연구한다.
- 자력계(OMAG)는 금성의 자기장의 특성을 연구한다.
- 전기장 검출기(OEFD)는 태양풍과의 상호 작용을 연구한다.
- 전자 온도 측정기(OETP)는 전리층의 열 특성에 대해 연구한다.
- 이온 질량 분석기(OIMS)는 전리층에 있는 이온들의 수를 연구한다.
- 감속된 대전 입자 분석기(ORPA)는 전리층의 입자에 대해 연구한다.
- 두 개의 라디오 장비를 이용한 실험을 통해 금성 중력장의 크기에 대해 연구한다.
- 전파 엄폐 실험을 통해 대기권의 특성에 대해 연구한다.
- 대기 마찰 실험으로 대기권에 대해 연구한다.
- 무선 장비로 대기에 대해 연구하고 태양풍 난류에 대해 실험한다.
- 감마선 폭발 감지기(OGBD)는 감마선 폭발을 기록한다.

또한 탐사선은 처음으로 전파 고도계를 사용한 관측을 계획해, 금성 표면의 전체 지도를 만들었다.

## 헬리 혜성 관측
금성 궤도상에서, 파이어니어 금성 궤도선은 핼리 혜성을 관측할 수 있었는데, 이 때는 1986년 2월 핼리 혜성이 태양에 붙어 있어 지구에서 볼 수 없었던 시점이었다. 자외선 분광기는 2월 9일, 핼리 혜성이 근일점을 통과할 때, 혜성의 핵에서 물이 빠져나가는 것을 관측했다.

## 같이 보기
- 파이어니어 금성 다중탐사정